# Quini (calciatore 1989)
Joaquín José Marín Ruz, meglio noto come Quini (Cordova, 30 novembre 1989), è un calciatore spagnolo, difensore dell'Atromītos.

## Caratteristiche tecniche
Terzino destro, può giocare come difensore centrale.

## Palmarès

### Club

#### Competizioni nazionali
- Segunda División: 1

Granada: 2022-2023

#### Competizioni internazionali
- UEFA Conference League: 1

Olympiakos: 2023-2024